# Angelim
Angelim este un oraș în Pernambuco (PE), Brazilia.